# Alberta (Vorname)
Alberta ist ein weiblicher Vorname altdeutschen Ursprungs.

## Herkunft und Bedeutung
Der Name ist die weibliche Form von Albert. Dieser wiederum entstammt dem althochdeutschen Adalbert, sodass der Name in etwa „die edel Glänzende“ bedeutet.

## Varianten
Albertine, Berta, Bertha

## Bekannte Namensträgerinnen
- Alberta Adams (1917–2014), US-amerikanische Bluessängerin
- Alberta Ampomah (* 1994), ghanaische Gewichtheberin
- Alberta Bonanni (* 1966 oder 1967), italienische Physikerin
- Alberta Brianti (* 1980), italienische Tennisspielerin
- Alberta Ferretti (* 1950), italienische Modedesignerin und Unternehmerin
- Alberta von Freydorf (1846–1923), deutsche Schriftstellerin
- Alberta Hunter (1895–1984), US-amerikanische Sängerin
- Alberta Williams King (1904–1974), Mutter von Martin Luther King, Jr.
- Alberta Marques Fernandes (* 1968), portugiesische Journalistin
- Alberta von Maytner (1835–1898), österreichische Schriftstellerin
- Alberta von Puttkamer (1849–1923), deutsche Dichterin
- Alberta Rommel (1912–2001), deutsche Musikpädagogin und Schriftstellerin
- Alberta Sackey (* 1972), ghanaische Fußballspielerin
- Alberta Slim (1910–2005), britischer Country-Sänger
- Alberta Watson (1955–2015), kanadische Schauspielerin
- Alberta Whittle (* 1980), barbadisch-schottische Künstlerin, Wissenschaftlerin und Kuratorin
- Alberta Williams King (1904–1974), US-amerikanische Bürgerrechtlerin, Mutter von Martin Luther King Jr.

Zwischenname
- Louise Caroline Alberta von Großbritannien und Irland (1848–1939), Mitglied der britischen Königsfamilie
- Viktoria Alberta Elisabeth Mathilde Marie von Hessen und bei Rhein (1863–1950), Mitglied der britischen Königsfamilie